# Communauté de communes de la Brie des Étangs
La communauté de communes de la Brie des étangs est une ancienne communauté de communes française, située dans le département de la Marne et la région Grand Est.

## Historique
La Communauté de communes de la Brie des Étangs a été créée le 27 février 2003.
Conformément aux prévisions du schéma départemental de coopération intercommunale (SDCI) de la Marne du 30 mars 2016, la communauté de communes fusionne le 1er janvier 2017 avec les communautés des « Deux Vallées » (11 communes), des « Coteaux de la Marne » (14 communes) et de huit des vingt-six communes d' Ardre et Châtillonnais pour créer la nouvelle communauté de communes des Paysages de la Champagne.

## Administration

### Liste des présidents
| Période | Période       | Identité     | Étiquette | Qualité |
| ------- | ------------- | ------------ | --------- | ------- |
| ?       | décembre 2016 | Roger Miguel |           |         |

### Siège
1 place du Général De Gaulle, 51270 Montmort-Lucy.

## Composition
Elle était composée de 21 communes, dont la principale est Montmort-Lucy.
| Nom                     | Code Insee | Gentilé     | Superficie (km2) | Population (dernière pop. légale) | Densité (hab./km2) |
| ----------------------- | ---------- | ----------- | ---------------- | --------------------------------- | ------------------ |
| Orbais-l'Abbaye (siège) | 51416      | Orbaciens   | 16,03            | 586 (2014)                        | 37                 |
| Le Baizil               | 51033      |             | 14,49            | 265 (2014)                        | 18                 |
| Bannay                  | 51034      |             | 7,06             | 15 (2014)                         | 2,1                |
| Baye                    | 51042      |             | 17,98            | 413 (2014)                        | 23                 |
| Beaunay                 | 51045      |             | 3,53             | 112 (2014)                        | 32                 |
| La Caure                | 51100      |             | 8,55             | 90 (2014)                         | 11                 |
| Champaubert             | 51113      |             | 12,75            | 135 (2014)                        | 11                 |
| La Chapelle-sous-Orbais | 51128      | Chapellois  | 14,54            | 54 (2014)                         | 3,7                |
| Coizard-Joches          | 51157      | Coizardins  | 10,78            | 76 (2014)                         | 7,1                |
| Congy                   | 51163      | Conginois   | 17,47            | 242 (2014)                        | 14                 |
| Corribert               | 51174      |             | 9,71             | 58 (2014)                         | 6                  |
| Courjeonnet             | 51186      |             | 5,55             | 51 (2014)                         | 9,2                |
| Étoges                  | 51238      | Étogiens    | 14,57            | 438 (2014)                        | 30                 |
| Fèrebrianges            | 51247      | Prussiens   | 7,19             | 167 (2014)                        | 23                 |
| Mareuil-en-Brie         | 51345      | Mareuillats | 8,89             | 260 (2014)                        | 29                 |
| Margny                  | 51350      |             | 10,53            | 115 (2014)                        | 11                 |
| Montmort-Lucy           | 51381      | Montmortais | 29,17            | 589 (2014)                        | 20                 |
| Suizy-le-Franc          | 51560      | Suizyens    | 6,05             | 107 (2014)                        | 18                 |
| Talus-Saint-Prix        | 51563      | Talusiens   | 6,20             | 108 (2014)                        | 17                 |
| La Ville-sous-Orbais    | 51639      |             | 11,05            | 51 (2014)                         | 4,6                |
| Villevenard             | 51641      |             | 13,28            | 207 (2014)                        | 16                 |